# Pestsäule (Ismaning)

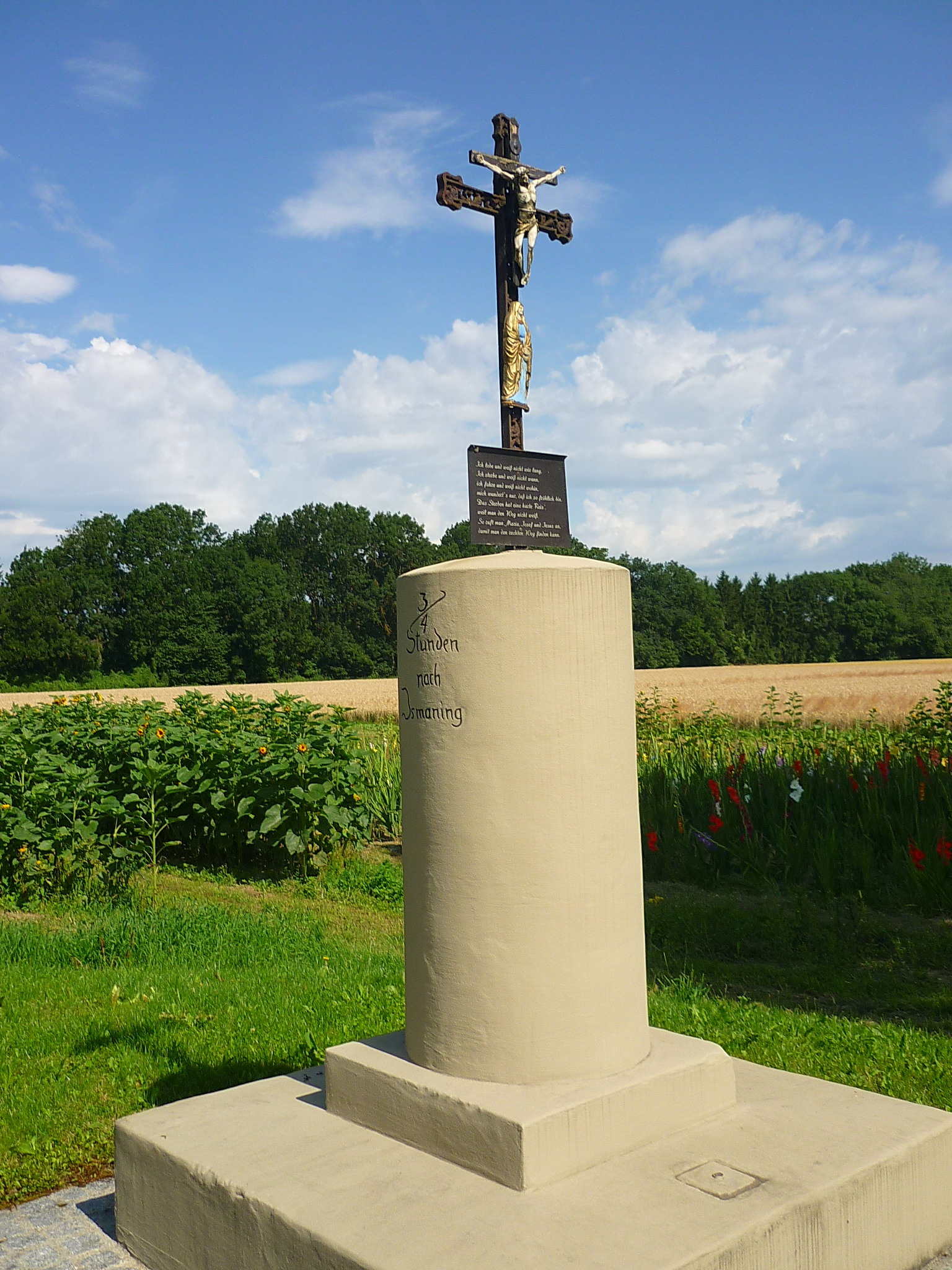
Ismaninger Pestsäule

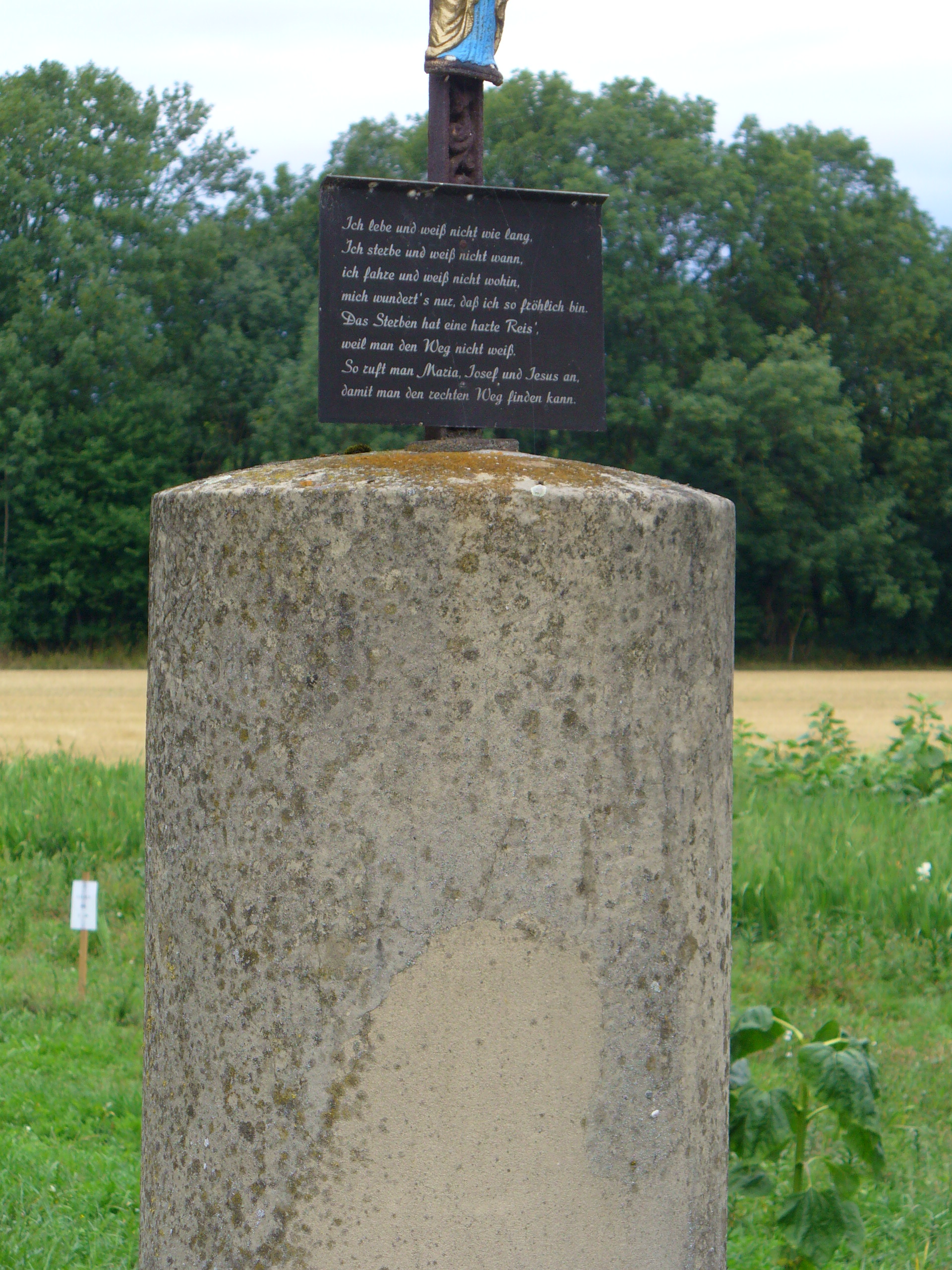
Schrifttafel an der Pestsäule

Die Ismaninger Pestsäule (auch Steinerne Säule) ist eine denkmalgeschützte Stundensäule in der Gemeinde Ismaning (Oberbayern), an der Münchener Straße (Richtung Unterföhring).
Sie wurde 1818 von Eugène de Beauharnais, Herzog von Leuchtenberg, dem damaligen Besitzer des Schlosses in Ismaning, an der Verbindungsstraße nach München, der heutigen Staatsstraße 2053, errichtet.
Die ursprüngliche Steinsäule wurde später um ein schmiedeeisernes Kreuz und eine Madonnenfigur ergänzt. Auf dem Kreuz ist folgende Inschrift angebracht:
Ich lebe und weiß nicht wie lang.
Ich sterbe und weiß nicht wann.
ich fahre und weiß nicht wohin.
mich wundert’s nur, daß ich so fröhlich bin.
Das Sterben hat eine harte Reis’.
weil man den Weg nicht weiß.
So ruft man Maria, Josef und Jesus an.
damit man den rechten Weg finden kann.